# Helle Winther
Helle Winther (Trelleborg, 31 marzo 1922 – Stoccolma, 15 settembre 2005) è stato un attore svedese, attivo come attore bambino dal 1930 al 1938 (tra gli 8 e i 16 anni).

## Biografia
Helle Winther nasce a Trelleborg in Svezia nel 1922. Debutta al cinema all'età di 8 anni in Den gamla gården (1930). Fa parte con Nils Hallberg della prima generazione di attori bambini svedesi impegnati nel cinema sonoro, dopo l'esperienza nel cinema muto di Gösta Alexandersson, Palle Brunius e Lauritz Falk.
Negli anni trenta a Winther vengono affidati ruoli di comprimario in numerose pellicole, nelle quali si distingue come affidabile interprete.
Dopo il 1938, smise di recitare e visse la propria vita lontano dal mondo dello spettacolo.
Muore a Stoccolma nel 2005, all'età di 85 anni.

## Filmografia
- Den gamla gården, regia di John Lindlöf (1930)
- Brokiga Blad, regia di Edvin Adolphson e Valdemar Dalquist (1931) - non accreditato
- Svarta rosor, regia di Gustaf Molander (1932) - non accreditato
- Ett skepp kommer lastat, regia di Thure Alfe (1932)
- Vad veta väl männen?, regia di Edvin Adolphson (1933) - non accreditato
- Bomans pojke, regia di Ivar Johansson (1933) - non accreditato
- Tjocka släkten, regia di Sölve Cederstrand (1935)
- Kvartetten som sprängdes, regia di Arne Bornebusch (1936)
- Än leva de gamla gudar, regia di Schamyl Bauman e Gideon Wahlberg (1937) - non accreditato
- En flicka kommer till sta'n, regia di Thor L. Brooks e Carlo Keil-Möller (1937)
- Svensson ordnar allt!, regia di Theodor Berthels (1938) - non accreditato